# Dood van Maria van der Zanden
De dood van Maria van der Zanden betreft de onopgehelderde dood van de 22-jarige Maria Louise van der Zanden. Van der Zanden verdween op 6 augustus 1994 vanuit Putten, toen ze een fietstochtje ging maken maar nooit thuis kwam. Bijna dertig jaar stond Van der Zanden als vermist opgegeven bij de politie, tot in mei 2023 bekend werd dat het stoffelijk overschot van Van der Zanden al in augustus 1994 was gevonden in een stuwmeer van de Möhnesee in Duitsland. Welke omstandigheden tot haar dood hebben geleid is thans nog onduidelijk. 

## Vermissing
6 augustus 1994 was een warme zomerdag. Van der Zanden besluit erop uit te gaan met haar racefiets, iets wat ze vaker deed. Ze vertrekt na de lunch en laat haar ouders weten voor etenstijd (18:00 uur) thuis te komen. Een buurvrouw vangt nog een glimp van haar op toen ze wegreed. 
Toen Maria 's avonds niet thuis was gekomen, maakte de vader van Maria, Ab van der Zanden, melding van de vermissing van Maria.

## Onderzoek
De politie startte een onderzoek naar haar verdwijning. De politie begon hun onderzoek met een grote zoekactie in de Veluwse bossen, waarbij veel vrijwilligers meezochten. Ondertussen werd er ook gezocht in het ouderlijk huis naar aanwijzingen. De recherche verhoorde vrienden, kennissen en buurtgenoten. Er kwamen diverse tips binnen van personen die dachten haar gesignaleerd te hebben in binnen- of buitenland.  
Het onderzoek leverde echter niets op. Er was geen spoor van Maria te vinden en ook haar fiets was onvindbaar. De zaak belandde als cold case op de plank. 

### Heropening
In 2005 werd het onderzoek heropend. Aanleiding voor de heropening was de vermissing van de destijds 34-jarige Ilona Németh uit Utrecht. De politie kreeg een foto in handen van de Captains Club, een bijbelstudieclubje uit Nijkerkerveen, waarop zowel Maria als Ilona stonden afgebeeld. De politie onderzocht of de verdwijningen van beide personen iets met elkaar te maken konden hebben, maar dat bleek niet zo te zijn.
Tevens zond de politie vragenlijsten naar oud-klas- en studiegenoten met vragen over bijzonderheden van Maria en welke contacten zij had. De politie ontving respons van zo'n 700 deelnemers. De enquête leverde vrijwel niets op.

### Vondst fiets
Op 30 april 2005 werd de racefiets gevonden die vermoedelijk van Maria was geweest. De grijze racefiets van het merk Toscana werd met platte banden gevonden tegen een boom aan de Brinkstraat in Putten. Drie jongens bleken de fiets eerder die dag te hebben gekocht op de braderie tijdens Koninginnedag. De verkoper had de fiets een jaar eerder gekocht op een rommelmarkt in Garderen.

### Zoekactie bosperceel
In oktober 2006 vond een zoekactie plaats in een bosperceel in Putten. De aanleiding hiervoor was nieuwe informatie over de verdachte gedragingen van een man, die kort na de vermissing tijdens een zoekactie was gezien in het betreffende bosperceel. De man sprong toen hij gezien werd snel op zijn fiets en reed hard weg. Wie de man is, is niet bekend.
De zoekactie had geen relevant resultaat.

### Aandacht Peter R. de Vries Foundation
In maart 2023 vroeg de Peter R. de Vries Foundation opnieuw aandacht voor de zaak. Er werd tipgeld ter beschikking gesteld van EUR 250.000 in de hoop de zaak alsnog te kunnen oplossen.

### Doorbraak
In mei 2023 realiseerde de politie een doorbraak in het onderzoek. De vermissingszaak van Maria van der Zanden kon gelinkt worden aan het stoffelijk overschot van een vrouw, dat eind augustus 1994 was gevonden in een stuwmeer van de Möhnesee, nabij het plaatsje Soest. De vrouw werd destijds gevonden met een steen in haar rugzak waarop de Duitse politie concludeerde dat er sprake was van zelfmoord.
In december 2023 werd Maria van der Zanden herbegraven in Putten.

### Onderzoek oorzaak overlijden
Om het cold case-team van de recherche rekening houdt met een misdrijf, wordt vanaf 2024 onderzoek gedaan naar de oorzaak van het overlijden. Hiertoe worden onder meer kledingstukken van Maria door het Nederlands Forensisch Instituut onderzocht, en worden getuigen opnieuw gehoord.